# Universitat de Queensland
La Universitat de Queensland (University of Queensland, UQ) és una institució australiana d'estudis superiors situada a Brisbane (Queensland). És membre fundadora del grup internacional Universitas 21, i un dels centres d'estudis més prestigiosos del país; compta amb més de vint mil estudiants matriculats.
Té tres campus: Saint Lucia a la vora del riu Brisbane, on es desenvolupen principalment els estudis de Medicina; Gatton, seu de la Facultat de Recursos Naturals, Agricultura i Ciència Veterinària; i Ipswich, seu de les escoles d'art, negocis i ciències socials.